# Película de Langmuir-Blodgett
Una película de Langmuir-Blodgett contiene una o más monocapas de un material orgánico, depositados en la superficie de un líquido sobre un sólido por inmersión del sustrato sólido sobre el líquido. Una monocapa se adsorbe homogéneamente con cada inmersión o paso de fuga, por lo tanto se pueden obtener películas con un espesor muy preciso. 
Las moléculas orgánicas forman monocapas que se adsorben en la superficie de un líquido. Cuando las moléculas tienen cierta solubilidad, las películas que se forman en la superficie se denominan monocapas de Gibbs y en ellas existe un equilibrio dinámico entre la molécula disuelta y la molécula en la superficie. Las monocapas que se forman a partir de moléculas insolubles se denominan monocapas de Langmuir. La capa de moléculas sobre la superficie del líquido es denominada monocapa de Langmuir, y después de la transferencia, es llamada película de Langmuir-Blodgett. 

## Historia
Desde la Edad Antigua se tenía una idea básica del comportamiento que generaba la interacción entre agua y aceite, sin embargo no fue hasta 1774 que Benjamin Franklin reportó a la Real Sociedad Inglesa su experimento el cual consistía en verter una cucharada de aceite de oliva en un estanque lleno de agua, lo cual formaba una capa de aceite sobre el agua. 
Aproximadamente un siglo después Lord Rayleigh introdujo la idea de que la máxima extensión de una película de aceite sobre agua, representa una capa de una molécula de ancho, utilizando los experimentos de Franklin calculó que el ancho de la capa formada en el estanque era menor a 2 nm. Simultáneamente la alemana Agnes Pockels desarrolló una balanza que determinaba la contaminación superficial del agua en función del área superficial para diferentes aceites. Con la ayuda de Lord Rayleigh, Pockels publicó sus resultados en Nature en el año de 1891. 
Esto abrió el camino para las investigaciones que realizaría Irving Langmuir entre los años 1910 y 1920. El trabajo de Langmuir consistía en el estudio sistemático de la formación de monocapas flotantes de ácidos grasos, ésteres y alcoholes sobre agua. A principios de 1920 Langmuir reportó la transferencia homogénea de monocapas de ácidos grasos hacia sustratos sólidos. No obstante la primera descripción detallada de la transferencia secuencial de monocapas fue dada años después por la asistente y colaboradora de Langmuir, Katherine Blodgett, debido a sus contribuciones estas monocapas ensambladas son conocidas como películas de Lagmuir-Blodgett. Gracias a estas investigaciones en 1932 Langmuir fue galardonado con el Premio Nobel de Química.
El impacto que tuvieron estas investigaciones se observó casi medio siglo después. La primera conferencia internacional sobres las películas de Langmuir-Blodgett fue realizada en 1979, a partir de esto, esta técnica fue ampliamente utilizada por diversos científicos en diferentes campos de investigación. Actualmente la producción de películas ultradelgadas por medio de esta técnica ha comenzado a tener mayores aplicaciones en más áreas. A pesar de esto, estas películas son utilizadas mayoritariamente como modelos de ciertos sistemas, por ejemplo la investigación de biomembrana y revestimientos con multicapas.

## Características
Las sustancias que normalmente se utilizan para construir monocapas poseen un extremo polar y una larga cadena hidrofóbica Estas moléculas se dispersan sobre un líquido (subfase o sustrato) que normalmente será agua o una disolución acuosa.
• Para la formación de monocapas hay que partir de una disolución muy diluida de la molécula anfifílica en un disolvente orgánico.
• Es importante que la solubilidad en el agua tanto del disolvente orgánico como de la molécula, sean despreciables.
• La volatilidad del disolvente debe ser elevada y la del soluto despreciable.
• El coeficiente de extensión del líquido orgánico sobre el agua debe ser positivo.
• Al evaporarse el disolvente, tras un periodo razonable de tiempo después de la dispersión, lo que queda sobre la superficie es la monocapa de la molécula orgánica sobre el líquido. Esta monocapa se comprime con la ayuda de una barrera móvil.
• La naturaleza de la monocapa que permanece sobre el líquido después de que se haya evaporado el disolvente depende del área de la que puede disponer cada molécula. Si la cantidad de material es tal que la molécula puede extenderse formando una película monomolecular, se habla de monocapa. Si la cantidad de molécula es menor se obtiene una sub-monocapa, y si es mayor se obtiene una multicapa. Cuando la cantidad de molécula es muy grande se puede obtener un sólido 3-D sobre la superficie del agua.
• La monocapa de adsorción disminuirá la tensión superficial (γ) del agua y la presión superficial (π) será la diferencia entre γo que representa la tensión superficial del agua pura (sin la monocapa) y γ que simboliza la tensión superficial del agua recubierta de molécula:
π = γo - γ.

## Deposición de películas
La deposición de los filmes se logra por la inmersión sucesiva de un sustrato sólido a través de la monocapa. De esta manera se pueden producir estructuras multicapas con cientos de capas. Estas estructuras multicapa son comúnmente denominadas Langmuir-Blodgett o simplemente películas LB.
La deposición de LB se lleva a cabo tradicionalmente en la fase "sólida". La presión superficial es lo suficientemente alta para garantizar la cohesión en la monocapa, por ejemplo, la atracción entre las moléculas en la monocapa es lo suficientemente alta para que la monocapa no se deshaga durante la transferencia al sustrato sólido. 
Esto también asegura la acumulación de multicapas homogéneas. El valor de la presión en la superficie que da los mejores resultados depende de la naturaleza de la monocapa y por lo general se establece empíricamente. Sin embargo, rara vez se depositan con éxito a presiones superficiales menores que 10 mN/m. Por otra parte a presiones de superficie por encima de 40 mN/m se plantean problemas de rigidez en la película. 

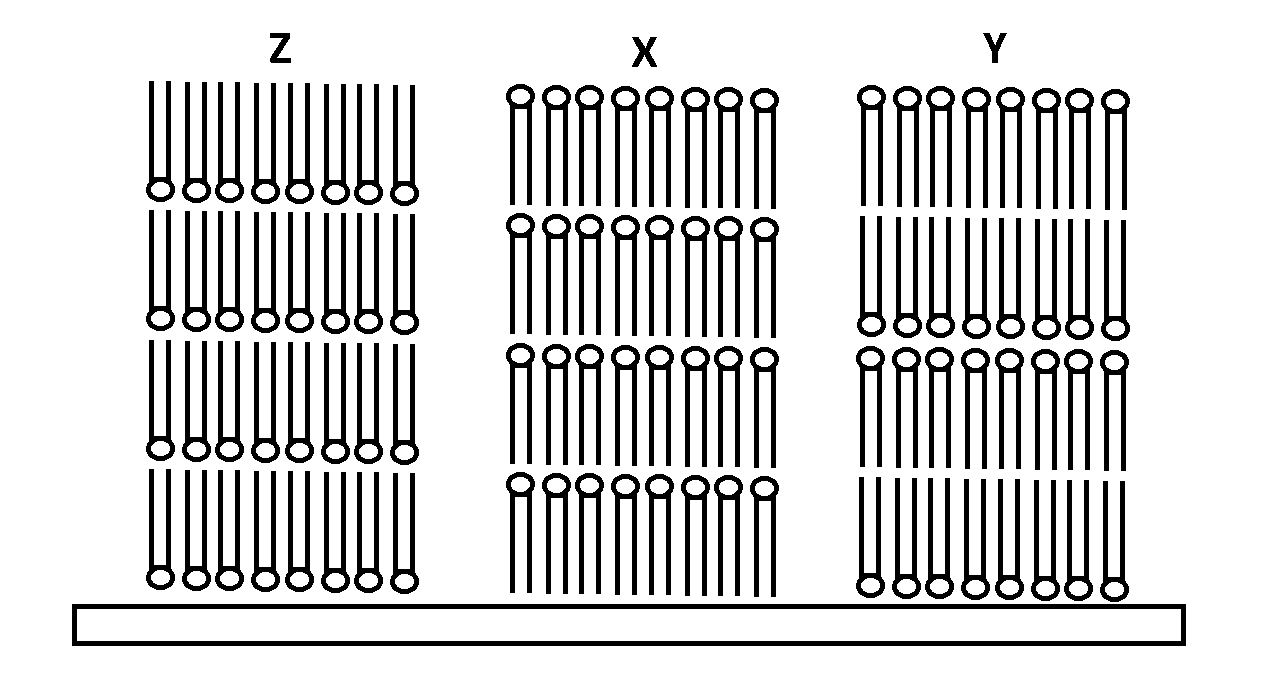
Tipo de arreglos de moléculas en filmes multicapas, en el tipo Y se depositan en ambas direcciones, en el tipo Z se depositan ascendentemente y en el X de forma descendente

Cuando el sustrato sólido es hidrófilico  la primera capa se deposita elevando el sustrato sólido desde la subfase a través de la monocapa. De manera inversa, cuando el sustrato sólido es hidrofóbico se deposita la primera capa sumergiendo el sustrato en la subfase a través de la monocapa. 
La naturaleza de la película LB está determinada por diversos parámetros. Algunos de estos parámetros son: la naturaleza de la película de propagación, la composición de la subfase y la temperatura , la presión superficial durante la deposición y su velocidad, el tipo y la naturaleza del sustrato sólido y el tiempo que el sustrato sólido se mantiene en el aire o en la subfase  entre los ciclos de deposición.
La cantidad y la calidad de la monocapa depositada sobre el soporte sólido se mide comparando la disminución de la superficie de la monocapa durante la deposición y el área del sustrato. Dependiendo del comportamiento de la molécula, el sustrato sólido puede ser sumergido a través de la película repetidas veces hasta que se alcanza el espesor deseado de la película. 
Diferentes tipos de filmes LB multicapas pueden ser producidos y/u obtenidos por la deposición sucesiva de monocapas sobre el mismo sustrato. El tipo de filme multicapa más común es el tipo Y, que se produce cuando las monocapas se depositan al sustrato sólido tanto en la dirección ascendente y como en la descendente. Cuando las monocapa se depositan solo en una dirección, la estructura resultante es tipo Z en el caso ascendente o X cuando es descendente.

## Aplicaciones
Las principales características que generan un mayor interés en las películas de Langmuir- Blodgett son el control preciso que se tiene para crear películas de hasta unos cuantos nanómetros de ancho, el alto grado de orden estructural que se puede obtener y la capacidad de autoensamble. Gracias a esto se pueden crear materiales con distintas propiedades ópticas, eléctricas o biológicas, lo cual ha encontrado utilidad en diversas aplicaciones en distintas áreas, tal es el caso de:

•	Creación de estructuras mesoscópicas las cuales son compatibles con biomateriales como ADN, proteínas y polisacáridos . Al ser creadas mediante la técnica de LB, estas son autoensambladas y forman patrones determinados que dependen del sustrato, la tensión superficial y la velocidad de transferencia. Así mismo estas estructuras han sido utilizadas para la síntesis de nanopartículas, se ha reportado la creación de nanocristales de CdSe, Au y ciertos semiconductores.

•	La separación de mezclas de gases como H2/CO2 o CO2/N2 mediante la creación de películas de polielectrolitos, estas deben tener un ancho menor a los 100 nm y estar libre de defectos estructurales. Se reporta que el cloruro poliadialildimetilamonio (PDADMAC) y el sulfonato de poliestireno (PSS) tienen alta selectividad hacia la separación de CO2/N2.

•	Síntesis de alambres moleculares, diodos de tunelamiento resonante y memorias moleculares, elementos básicos en el desarrollo de la electrónica molecular.

•	Soportes para tintes basados en compuestos azoicos, los cuales tienen gran aplicación en el área de la fotónica. La mayoría de los discos DVD y CD-R usan un azoderivado como la capa en donde se graba la información.

•	 En dispositivos como transistores se han utilizado las películas LB como aislantes orgánicos formando sistemas MIS (Metal-Aislante-Semiconductor), la calidad de estos dispositivos es medida por medio de las capacitancias generadas.

•	Generación de membranas biológicas a partir de la técnica LB, estas membranas son puestas a prueba para ver la reacción química que llevan a cabo cuando interactúan con determinados fármacos. En general sirven para el estudio de sistemas biológicos.

•	Formación de guías de onda con películas LB de ácidos grasos, estás permiten controlar con gran precisión el índice de refracción.

•	Diseño de estructuras supramoleculares.